# Ядранка Косор
Я́дранка Ко́сор (до шлюбу Влаїсавлєвич, хорв. Jadranka Kosor, нар. 1 липня 1953, Пакрац, СР Хорватія, Федеративна Народна Республіка Югославія) — хорватська державна і політична діячка, в минулому — журналістка. Колишня голова партії Хорватська демократична співдружність. З 6 липня 2009 року до 23 грудня 2011 обіймала пост прем'єр-міністра Хорватії.

## Рання кар'єра
Закінчила гімназію в Пакраці, середню школу в Липику і юридичний факультет Загребського університету. У 1971 році Пакрацьке відділення Матиці хорватської видало її збірку поезій Koraci (Кроки). З 1972 р. працювала журналісткою на радіо в Загребі та кореспонденткою газети Večernji list. З 1991 до 1995 р. вела на ХРТ передачі на теми біженців, інвалідів війни та інших потерпілих у недавній війні. Деякий час протягом війни Хорватії за незалежність була кореспонденткою BBC.

## Політична діяльність
Політичну кар'єру почала в 1995 р.: обрана до складу хорватського парламенту від ХДС, де стала заступницею голови палати, залишаючись на цій посаді до 2000 р. А незабаром обрана заступницею голови партії, і цей партійний пост вона займала в 1995–2002 рр.

## Робота в уряді
У 2002 р. Ядранка Косор стала головною заступницею голови партії ХДС. У 2003 р. після повернення ХДС до влади, зайняла в уряді посаду міністра у справах сім'ї, ветеранів та солідарності між поколіннями, одночасно отримавши портфель віце-прем'єра.

## Кандидатка у президенти
У 2005 р. балотувалася на пост президента Хорватії, але поступилася в другому турі екс-президенту Степану Месичу.

## Прем'єр-міністр
Йдучи у відставку 1 липня 2009 р., прем'єр-міністр і лідер Хорватської демократичної співдружності Іво Санадер оголосив Ядранку Косор своєю передбачуваною спадкоємицею на цих постах. 3 липня 2009 р. її було призначено виконувачкою обов'язків прем'єр-міністра. 4 липня було обрано головою ХДС. 6 липня 2009 р. парламент Хорватії проголосував за призначення Косор прем'єр-міністром (83 депутати зі 153). Попередній склад кабінету міністрів залишився практично без змін.
Ядранка Косор — третя жінка в історії Хорватії, яка очолила уряд, якщо рахувати голів Виконавчої Ради Соціалістичної Республіки Хорватія. Проте в історії незалежної Хорватії вона — перша жінка, що зайняла цю посаду.

## Проблеми
Наприкінці лютого і на початку березня 2011 року в столиці Загребі та деяких інших містах Хорватії, зокрема, Рієці, Спліті і Джакові пройшли багатотисячні антиурядові демонстрації з вимогами відставки прем'єр-міністра, консерваторки Ядранки Косор та боротьби проти корумпованого уряду. Більшість мітингувальників — молодь. 26 лютого 2011 р. пройшов багатотисячний мітинг ветеранів Хорватської війни 1991–1995 років.  27 лютого в Загребі відбулися зіткнення протестувальників, серед яких було чимало футбольних фанатів, з поліцією при намаганні пройти маршем по Загребу, чого не допустили співробітники МВС. У зіткненнях постраждало 50 людей, включаючи 32 правоохоронці. 6 березня 2011 р. сталася сутичка між понад десятьма тисячами учасників антиурядових виступів та співробітниками правоохоронних органів. Організаторами були ветерани Війни за незалежність 1991–1995 років. Мітинг проводився на підтримку їхнього бойового товариша Тихомира Пурді, звинуваченого владою у воєнних злочинах, і проти його можливої екстрадиції з Боснії до Сербії. Також більшість хорватів були незадоволені політикою уряду і покладали на нього провину за економічні труднощі в країні, вважаючи, що він загруз у корупції.
У грудні 2010 року в Австрії було затримано попереднього прем'єр-міністра Хорватії Іво Санадера, якого звинувачено у зловживанні владою та в корупції.

## Особисте життя
Була двічі в шлюбі та двічі розлучена. Має одного сина Ловро Шкоплянца від другого шлюбу.
Ядранка Косор — лауреатка премії «Золоте перо» від Спілки хорватських журналістів, премії від Європейського співтовариства за гуманітарну діяльність. премії «Європейське коло» Хорватського європейського дому та Премії за прижиттєвий доробок ім. Івана Шібля від ХРТ. Вона почесний член Об'єднання батьків загиблих фронтовиків, почесний віце-президент Товариства сліпоглухих «Додір» (Доторк). У 1998 році її було нагороджено пам'ятною медаллю «Вуковар», адже з чотирьох опублікованих нею книг дві про війну Хорватії за незалежність (дві інші — збірки віршів). 
Володіє англійською та німецькою мовами